# Shin Dong-cheol
Shin Dong-cheol ((신동철?, 申東喆?); 9 novembre 1961) è un ex calciatore sudcoreano, di ruolo centrocampista.